# إلسبيث بالانتين
إلسبيث بالانتين (بالإنجليزية: Elspeth Ballantyne)‏ هي ممثلة أسترالية، ولدت في 20 أبريل 1939 في أديلايد في أستراليا.

## وصلات خارجية
- إلسبيث بالانتين على موقع IMDb (الإنجليزية)
- إلسبيث بالانتين على موقع قاعدة بيانات الفيلم (الإنجليزية)